# 큰곰자리 I 왜소은하
큰곰자리 I 왜소 은하는 큰곰자리에 위치에 있는 왜소 타원 은하이다. 2005년에 발견된 것이 공식 발표되었다.
직경이 몇천 광년 밖에 안 돼서 그 작은 크기로 인해 심지어 데네브같은 별들보다도 적은 광도를 가지고 있다.
거리는 지구로부터 약 33만 광년으로 대마젤란 은하보다 약 2배가량 멀다.

## 같이 보기
- 작은곰자리 왜소은하